# Koprivšek
Koprivšek je priimek več znanih Slovencev:
- Franc Koprivšek (1889—1973), agronom
- Jure Koprivšek, psihiater (Mb)
- Lavoslav Koprivšek (1839—1916), filolog
- Luka (Ludvik) Koprivšek (1942—2028), skakalec v vodo, smučarski skakalec, smučarski delavec
- Nevenka Koprivšek (1959—2021), igralka in producentka